# Associazione Calcio Sant'Angelo 1977-1978
Questa voce raccoglie le informazioni riguardanti l'Associazione Calcio Sant'Angelo nelle competizioni ufficiali della stagione 1977-1978.